# Dmitri Nikolajewitsch Prjanischnikow

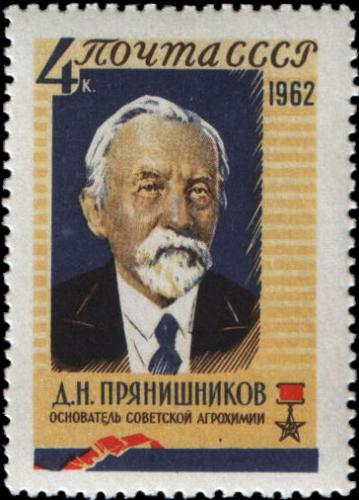
D. N. Prjanischnikow (sowjetische Briefmarke, 1962)

Dmitri Nikolajewitsch Prjanischnikow (russisch Дмитрий Николаевич Прянишников; * 7. November 1865 in Kjachta (Transbaikalien); † 30. April 1948) war einer der bedeutendsten russisch-sowjetischen Agrarwissenschaftler.

## Leben und Wirken
Prjanischnikow, Sohn eines Buchhalters, studierte Naturwissenschaften und Landwirtschaft in Moskau und erwarb 1891 die Magisterwürde im Fachgebiet Agronomie. 1895 übernahm er den Lehrstuhl für Agrikulturchemie an der Landwirtschaftlichen Akademie „Timirjasew“ in Moskau. Hier wirkte er über fünfzig Jahre lang mit weitreichender internationaler Ausstrahlungskraft.
Er war ein herausragender Wissenschaftler, Hochschullehrer und Organisator. Mit seinen Arbeiten über die Stickstoff- und Phosphaternährung der Pflanzen wurde er zum Begründer der modernen Düngerlehre in Russland. Agrikulturchemie und Pflanzenphysiologie gehörten für ihn zu den Grundlagenfächern der landwirtschaftlichen Pflanzenproduktionslehre. Sein gesamtes agronomisches Lebenswerk ist geprägt durch die enge Verbindung von Wissenschaft und Praxis.
Prjanischnikow schrieb Lehr- und Handbücher von hohem wissenschaftlichem Niveau über Düngung, Pflanzenernährung und Pflanzenbau. Die meisten seiner Werke wurden in andere europäische Sprachen übersetzt. Auch mehrere deutschsprachige Ausgaben liegen vor. Prjanischnikow war ein großer Verehrer deutscher Wissenschaft und Kultur. Wiederholt unternahm er Reisen nach Deutschland. Hohe nationale und internationale Ehrungen wurden ihm zuteil. 1926 erhielt er den Leninpreis, zweimal wurde ihm der Leninorden verliehen. Er war u. a. Mitglied der Deutschen Akademie der Naturforscher (Leopoldina) in Halle (Saale), Ehrenmitglied der Deutschen Botanischen Gesellschaft, korrespondierendes Mitglied der Académie des sciences und Ehrendoktor der Universität Breslau.

## Deutschsprachige Ausgaben seiner Hauptwerke
- Die Düngerlehre. Nach der russischen 5. Auflage herausgegeben von M. von Wrangell. Verlag Paul Parey Berlin 1923.
- Spezieller Pflanzenbau. Der Anbau der landwirtschaftlichen Kulturpflanzen. Nach der 7. wissenschaftl. Auflage herausgegeben von Ernst Tamm. Verlag Julius Springer Berlin 1930.
- Der Stickstoff im Leben der Pflanzen und im Ackerbau der UdSSR. Bearbeitet von Theodor Roemer und Gustav Könnecke. Akademie-Verlag Berlin 1952.